# Flux de trésorerie disponible
Le flux de trésorerie disponible (Free cash flow en anglais) est la capacité d'une entreprise à générer des ressources supplémentaires. Il correspond à la portion liquide de la capacité d'autofinancement obtenue dans l'année et qui n'est pas affectée à l'achat de nouveaux éléments d'actif (investissements).
Le flux de trésorerie disponible peut être utilisé dans les calculs actuariels d'évaluation de l'entreprise, comme la méthode DCF (Discounted Cash Flow).

## Les calculs relatifs au flux de trésorerie disponible

### Flux de trésorerie disponible de l'entreprise consolidée
Le flux de trésorerie disponible de l'entreprise consolidée (free cash flow to firm en anglais) se calcule ainsi :
```
Résultat opérationnel
+ Dotation nette aux amortissements
− Variations du besoin en fonds de roulement
+ Variations des provisions
+ Variations des engagements de retraite
− Décaissements liés aux acquisitions d'immobilisations, nets de cessions
- Loyers décaissés (hors intérêts)
- Impôts sur les sociétés versé
= Flux de trésorerie disponible de l'entreprise consolidée
```

Ce flux de trésorerie ne prend pas en compte ni le résultat financier, ni les entreprises associées, ni les intérêts minoritaires.
Dans les calculs actuariels d'évaluation de l'entreprise, comme la méthode DCF (Discounted Cash Flow), l'impôt sur les sociétés versé est ajusté de l'effet de intérêts financiers. Dans ce cas, le calcul est :
```
Résultat opérationnel x (1 - Taux d'imposition)
+ Dotation nette aux amortissements
− Variations du besoin en fonds de roulement
+ Variations des provisions
+ Variations des engagements de retraite
− Décaissements liés aux acquisitions d'immobilisations, nets de cessions
- Loyers décaissés (hors intérêts)
= Flux de trésorerie disponible de l'entreprise consolidée
```

### Flux de trésorerie disponible des capitaux propres
Le flux de trésorerie disponible des capitaux propres (free cash flow to equity en anglais) se calcule ainsi :
```
Résultat opérationnel
+ Dotation nette aux amortissements
− Variations du besoin en fonds de roulement
+ Variations des provisions
+ Variations des engagements de retraite
− Décaissements liés aux acquisitions d'immobilisations, nets de cessions
- Loyers décaissés (hors intérêts)
- Impôts sur les sociétés versé
+ Dividendes reçus des entreprises associée
+ Intérêts financiers versés, y compris sur les loyers, et net des intérêts reçus
- Dividendes versés aux minoritaires des sociétés intégrées
= Flux de trésorerie disponible des capitaux propres
```